# Rance (dopływ La Manche)
Rance – rzeka w północno-zachodniej Francji. Wypływa z departamentu Côtes-d’Armor z gminy Collinée. Przepływa przez następujące departamenty i miasta:
- Côtes-d’Armor: Collinée, Caulnes, Dinan
- Ille-et-Vilaine: Dinard, Saint-Malo

Uchodzi do kanału La Manche pomiędzy Dinard i Saint-Malo.